# Chris Burke (piłkarz)
Chris Burke (ur. 2 grudnia 1983 w Glasgow) – szkocki piłkarz występujący na pozycji pomocnika w Nottingham Forest. W reprezentacji Szkocji zadebiutował 11 maja 2006 roku w meczu z Bułgarią w ramach Kirin Cup. Zdobył wówczas dwa gole, a jego zespół zwyciężył 5:1.